# Antoine Stillemans
Antoine Stillemans, né le 10 décembre 1832 à Saint-Nicolas et mort le 5 novembre 1916 à Gand, est un prêtre belge, consacré vingt-quatrième évêque de Gand le 27 janvier 1890. Il a été fort impliqué dans le mouvement politique chrétien et a fondé la « Mission de Gand » à Matadi.

## Éléments biographiques

### Prêtre et période dans l'enseignement
Antoine Stillemans est ordonné prêtre le 20 septembre 1856 pour le diocèse de Gand et fait partie du conseil de l’évêque à partir de 1869. 
Docteur en théologie, philosophie et lettre à l’université catholique de Louvain en 1860. Il devient ensuite successivement, professeur au petit petit séminaire Saint-Joseph de Saint-Nicolas, supérieur de ce même séminaire en 1868 et finalement président du grand séminaire de Gand.

### Évêque

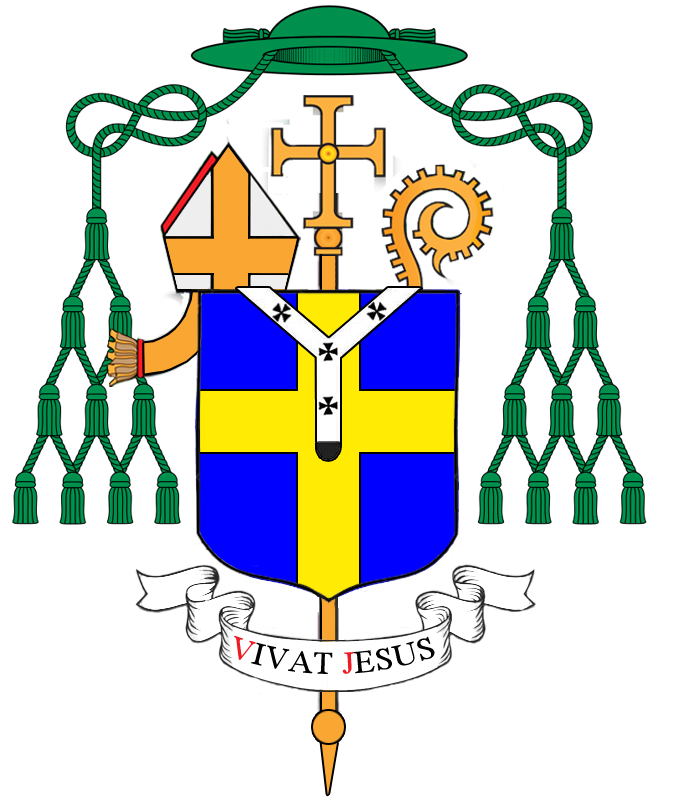
Blason d'Antoine Stillemans.

Stillemans succède à Henri-Charles Lambrecht à la fonction d’évêque de Gand.  Il est nommé le 30 décembre 1889 et, le 27 janvier 1890, il reçoit le sacre épiscopal en la cathédrale Saint-Bavon.  

## «Mission de Gand» à Matadi
En 1890, commence la construction d’une ligne de chemin de fer reliant Léopoldville (actuelle Kinshasa) et Matadi. Ce travail titanesque nécessite une forte main d’œuvre et parmi celle-ci, on peut trouver de nombreux chrétiens. Ces travailleurs évoluent en de telles conditions de travail que beaucoup d’entre eux perdent la vie à l’ouvrage. Le comte Hippolyte d'Ursel, un des grands actionnaires de la compagnie de chemin de fer, s’indigne alors de l’abandon religieux et moral de ses travailleurs. Il se met alors en quête de leur trouver des missionnaires susceptibles de les soutenir moralement.
Sa quête le pousse à s’adresser à Stillemans qui s’intéresse directement au projet. Stillemans lance alors un appel vigoureux aux prêtres et autres habitants de son diocèse. Ainsi, il récolte des fonds pour adoucir la vie des travailleurs, persuade plusieurs prêtres de se rendre là-bas et encourage une dizaine de sœurs de la charité de Gand à fonder l’hôpital de Kinkanda. L’action de Stillemans est le point de départ de nombreuses autres initiatives de soutien sur le sol congolais. Pour son œuvre, il reçoit la gratitude de Léopold II et est promu officier de l’Ordre Royal.

## Rôle politique dans l'unité du parti chrétien et opposition à Daens
Durant toute sa vie, Stillemans, a lutté pour conserver l’unité fragile entre les démocrates et les conservateurs au sein du parti chrétien belge. En effet, cette unité fait du parti catholique le parti le plus puissant à l’époque et une division lui aurait sans doute fait perdre cette place dominante. Cette volonté de conserver une cohésion le pousse à intervenir dans certaines affaires du parti.
Dans les années 1890, Stillemans qui est assez ouvert aux idées démocrates se fait protecteur d’Arthur Verhaegen, un démocrate-chrétien. Verhaegen a en tête de mettre en place des associations et mutuelles, telle que la ligue agricole, semblables à celles déjà créées par les socialistes. Le soutien de Stillemans lui est nécessaire pour empêcher que les conservateurs chrétiens n’interfèrent dans son projet.  
Les sources ne s’accordent pas pour trancher si c’est de sa propre volonté ou sous la pression du haut clergé, mais, de 1893 à 1899, Stillemans devient un farouche opposant à Daens et aux daenistes. En effet, à cause de ses idées considérées comme trop révolutionnaires par les conservateurs et à cause du fait qu’il s'est inscrit en tête de liste du Christene Volkspartij alors qu’il occupe une fonction de prêtre, Daens est haï par certains membres du haut clergé, le roi Léopold II et les conservateurs. Il est considéré comme une menace pour l’équilibre fragile du parti chrétien. Stillemans le sanctionne donc à de nombreuses reprises, allant même jusqu'à lui retirer son accréditation sacerdotale. Cette action pousse Daens à se retirer de la politique et à demander le pardon à son évêque.